# Rajsabha
 (avril 2021).
Le Rajsabha (en népalais : राजसभा, qui signifie « Le Conseil du roi ») est un organe constitutionnel du royaume du Népal prévu par la Constitution du Népal de 1962. Il se composait de chefs d'autres organes constitutionnels et de plusieurs membres nommés par le roi.
Le Rajsabha a été remplacé par le Raj Parishad avec la Constitution du Népal de 1990.
La monarchie népalaise a été abolie le 28 mai 2008, et les conseils du roi ont été supprimés,.